# 尖猴属
尖猴属（学名：Acropithecus）是古猴科下的一个属。

## 下属物种
本属包括以下物种：
- Acropithecus rigidus
- Acropithecus tersus Ameghino, 1904